# Glen Adam
Glen N. J. Adam (1959. május 22. – ) új-zélandi válogatott labdarúgó. 

## Pályafutása

### Klubcsapatban
1977 és 1978 között a Christchurch United játékosa volt, melynek tagjaként 1978-ban megnyerte az új-zélandi bajnokságot. 1979 és 1980 között a Blockhouse Bay csapatában játszott. 1981-től 1983-ig a Mount Wellington együttesében szerepelt, melynek színeiben 1982-ben új-zélandi bajnoki címet szerzett. 1984-ben az Auckland University, 1987-ben a Mount Wellington játékosa volt. 	

### A válogatottban
1978 és 1984 között 16 alkalommal szerepelt az új-zélandi válogatottban és 1 gólt szerzett. Tagja volt az 1980-ban OFC-nemzetek kupáját nyerő válogatott keretének. Részt vett az 1982-es világbajnokságon, de nem lépett pályára egyik csoportmérkőzésen sem.

## Sikerei, díjai
Christchurch United
- Új-zélandi bajnok (1): 1978

Mount Wellington
- Új-zélandi bajnok (1): 1982

Új-Zéland
- OFC-nemzetek kupája győztes (1): 1980